# 모니카 링키테
모니카 링키테(리투아니아어: Monika Linkytė, 1992년 6월 3일 ~ )는 리투아니아의 가수이다. 유로비전 송 콘테스트에 리투아니아 대표로 2회(15, 23) 참가했다.